# J1 League
La J1 League (J1リーグ?, J1 Rīgu), nota in passato come J. League Division 1 (Jリーグ・ディビジョン1?, J Rīgu Dibijon 1), è la massima serie del campionato giapponese ed è gestita dalla Japan Pro Soccer League (日本プロサッカーリーグ?, Nihon Puro Sakkā Rīgu).
Fondata nel 1992, ha sostituito l'amatoriale Japan Soccer League (JSL) come prima categoria del calcio giapponese.

## Storia
Prima della creazione della J. League, la massima serie del campionato giapponese era la Japan Soccer League (JSL); a questo campionato partecipavano squadre di livello amatoriale. I media e i tifosi non vi prestavano molta attenzione, gli stadi non erano di altissima qualità e il Giappone non era tra le potenze calcistiche asiatiche. Per aumentare il livello di gioco del campionato e per tentare di rendere più competitiva la Nazionale giapponese, la Japan Football Association (JFA) decise di creare un campionato professionistico.
La J. League venne creata nel 1992; inizialmente vi presero parte 10 squadre scelte dalla JSL: Kashima Antlers, Urawa Red Diamonds, JEF United Ichihara, Verdy Kawasaki, Yokohama Marinos, Yokohama Flügels, Shimizu S-Pulse, Nagoya Grampus Eight, Gamba Osaka e Sanfrecce Hiroshima.
A quel punto la Japan Soccer League cambiò nome in Japan Football League, diventando, a livello semiprofessionistico, il campionato di seconda divisione. Anche se la J. League iniziò ufficialmente nel 1993, nel 1992 si giocò un torneo tra le 10 squadre ammesse alla nuova massima serie, la Coppa Yamazaki Nabisco, nota anche come Coppa della J. League.
La prima edizione della J. League prese ufficialmente il via il 15 maggio 1993. Per decretare il vincitore si scelse una formula simile in parte a quella del campionato argentino di calcio: al termine del campionato, le prime classificate del girone d'andata e del girone di ritorno si sarebbero affrontate in una finale (la Suntory Championship) con gare di andata e ritorno; in caso di vittoria di una stessa squadra in entrambi i gironi, essa veniva eletta automaticamente campione nazionale. Le prime due edizioni furono un successo: ogni partita venne trasmessa in diretta sulla TV nazionale e gli stadi si riempirono di tifosi. Nella seconda stagione (1994), in cui vennero ammesse due nuove società, Júbilo Iwata e Bellmare Hiratsuka, ogni partita veniva seguita da una media di 19.598 spettatori, record non ancora battuto.
Intanto alla lega vennero ammesse nuove società: nel 1995 vennero promosse in massima serie il Kashiwa Reysol e il Cerezo Osaka, nel 1996 il Kyoto Purple Sanga e l'Avispa Fukuoka, nel 1997 il Vissel Kobe e nel 1998 il Consadole Sapporo. Nessuna squadra retrocedeva nella serie inferiore.
Durante questa fase iniziale della J. League, alcuni giocatori e allenatori furono chiamati dall'Europa e dal Sud America (specialmente dal Brasile), aumentando la qualità complessiva del campionato. Tuttavia con l'aumento della qualità anche i costi aumentarono.
Nel 1999, al fine di evitare il collasso della lega per via dei problemi finanziari che affliggevano diversi club, culminati con la fusione del Yokohama Marinos e del Yokohama Flügels nel Yokohama F. Marinos, essa venne divisa in due entità distinte, dando così vita ad un campionato di seconda divisione giapponese, la J. League 2, formata dal Consadole Sapporo (perdente nei playoff validi per la permanenza in massima serie, contro Vissel Kobe e Avispa Fukuoka) e da 9 squadre provenienti dalla Japan Football League, che divenne quindi la terza serie. Di conseguenza, la J. League cambiò nome in J. League 1 e il numero di squadre militanti si ridusse da 18 a 16. Con la creazione della J. League 2 venne creato il meccanismo di promozioni e retrocessioni tra le due leghe che prima non esisteva: ora le ultime due classificate in J1 retrocedevano in J2, sostituite dalle prime due classificate in J2.
La lega, inoltre, iniziò ad adottare gradualmente un formato simile a quello dei campionati nazionali europei; infatti, se in passato nelle partite di campionato, in caso di parità, si ricorreva ai tempi supplementari con la regola del golden goal ed eventualmente ai tiri di rigore, a partire dalla stagione 1999 questi ultimi furono aboliti, mentre la soppressione dei tempi supplementari fu applicata nel 2002 in J2 e nel 2003 in J1.
Un'ulteriore rivoluzione avvenne al termine della stagione 2004, allorché si decise di abbandonare il modello di campionato diviso in due parti con annessa finale tra le 2 vincitrici dei gironi d'andata e di ritorno: a partire dalla stagione 2005 sarebbe divenuta campione del Giappone la squadra classificatasi al primo posto al termine del campionato. D'altronde, già nel 2002 e nel 2003 non si svolse alcuna finale, in quanto Júbilo Iwata e Yokohama F. Marinos (rispettivamente) vinsero girone d'andata e di ritorno della J. League 1.
Sempre nel 2005 venne aumentato il numero di squadre partecipanti in massima serie, riportandola nuovamente a 18, e vennero introdotti i playoff salvezza tra la terz'ultima classificata in J1 e la terza in J2. Nel 2006 si procedette, poi, alla ricollocazione delle date di campionato in modo tale da decongestionare il calendario delle squadre giapponesi impegnate in AFC Champions League: grazie a ciò, unitamente alle vittorie in coppa dell'Urawa Red Diamonds (2007) e del Gamba Osaka (2008), la J. League 1 ha ottenuto la possibilità di qualificare al più 4 squadre nella competizione continentale a partire dal 2009. Proprio in quell'anno sono stati apportati ulteriori cambiamenti: i playoff salvezza vennero aboliti (con retrocessione diretta della terz'ultima classifica in J1) e venne introdotta la possibilità per i club di ingaggiare un calciatore non giapponese proveniente da una nazione aderente all'AFC, fermo restando il limite di massimo 4 calciatori stranieri.
Nei bienni 2007-2008, 2011-2012 e 2015-2016 la squadra vincitrice del torneo era qualificata d'ufficio ad un turno preliminare da giocare contro la vincitrice della OFC Champions League valido per l'accesso al Mondiale per club FIFA, in quanto in quelle annate il Giappone era il paese ospitante la massima competizione FIFA per club.
Nel 2015 è stato ripristinato il vecchio format con 2 stage separati (corrispondenti ai gironi di andata e di ritorno), ma rispetto al passato il titolo di campione nazionale viene assegnato attraverso un mini torneo ad eliminazione diretta a cui partecipano 5 squadre: le 2 vincitrici degli stage e le 3 prime squadre per numero di punti totalizzati nella stagione regolare (ossia sommando i punti tra andata e ritorno). La squadra 1ª classificata nella stagione regolare accede direttamente alla finale, mentre le altre 4 si fronteggiano in gare di play-off per determinare l'altra finalista, accoppiate inizialmente nella seguente maniera: la vincitrice di stage col maggior numero di punti (limitatamente allo stage vinto) affronta la 3ª classificata nella stagione regolare, mentre quella col minor numero di punti sfida la 2ª classificata nella stagione regolare. Dopo sole 2 stagioni, però, tale format è stato nuovamente accantonato e nel 2017 è stata ufficialmente ripristinata la precedente formula in cui veniva proclamata vincitrice la squadra prima classificata al termine dell'intero campionato.

## Squadre partecipanti
Sono 33 le squadre ad aver preso parte alle 33 edizioni della J1 League (in grassetto sono evidenziate le squadre militanti in J1 League 2025):
- 33 volte:  Kashima Antlers,  Yokohama F·Marinos [4]
- 32 volte:  Gamba Osaka,  Nagoya Grampus,  Urawa Reds
- 31 volte:  Sanfrecce Hiroshima
- 30 volte:  Shimizu S-Pulse
- 28 volte:  Kashiwa Reysol
- 27 volte:  Vissel Kōbe
- 26 volte:  Cerezo Osaka,  FC Tokyo,  Júbilo Iwata
- 23 volte:  Kawasaki Frontale
- 18 volte:  Shonan Bellmare [5]
- 17 volte:  Albirex Niigata,  JEF United
- 16 volte:  Tokyo Verdy [6]
- 15 volte:  Kyoto Sanga
- 14 volte:  Avispa Fukuoka,  Vegalta Sendai
- 13 volte:  Consadole Sapporo,  Sagan Tosu
- 12 volte:  Omiya Ardija
- 11 volte:  Oita Trinita
- 8 volte:  Ventforet Kofu
- 6 volte:  Yokohama Flügels
- 5 volte:  Yokohama FC
- 4 volte:  Montedio Yamagata
- 2 volte:  Machida Zelvia,  Matsumoto Yamaga,  Tokushima Vortis
- 1 volta:  Fagiano Okayama,  V-Varen Nagasaki

### Stadi (2022)
| Yokohama F. Marinos    | Urawa Red Diamonds      | Cerezo Osaka           | FC Tokyo                   | Gamba Osaka                | Consadole Sapporo               |
| ---------------------- | ----------------------- | ---------------------- | -------------------------- | -------------------------- | ------------------------------- |
| Stadio Nissan          | Saitama Stadium 2002    | Stadio Nagai           | Ajinomoto Stadium          | Panasonic Stadium Suita    | Sapporo Dome                    |
| Capacità: 71 822       | Capacità: 62 010        | Capacità: 47 853       | Capacità: 47 851           | Capacità: 39 694           | Capacità: 38 794                |
|                        |                         |                        |                            |                            |                                 |
| Kashima Antlers        | Sanfrecce Hiroshima     | Vissel Kobe            | Kawasaki Frontale          | Sagan Tosu                 | Kyoto Sanga                     |
| Kashima Soccer Stadium | EDION Stadium Hiroshima | NOEVIR Stadium Kōbe    | Todoroki Athletics Stadium | Ekimae Real Estate Stadium | Sanga Stadium by Kyocera        |
| Capacità: 38 669       | Capacità: 35 909        | Capacità: 28 996       | Capacità: 26 827           | Capacità: 24 130           | Capacità: 21 623                |
|                        |                         |                        |                            |                            |                                 |
| Avispa Fukuoka         | Nagoya Grampus          | Shimizu S-Pulse        | Shonan Bellmare            | Júbilo Iwata               | Kashiwa Reysol                  |
| Best Denki Stadium     | Stadio Toyota           | IAI Stadium Nihondaira | Hiratsuka Stadium          | Yamaha Stadium             | Sankyo Frontier Kashiwa Stadium |
| Capacità: 21 562       | Capacità: 20 223        | Capacità: 19 496       | Capacità: 15 380           | Capacità: 15 165           | Capacità: 15 109                |
|                        |                         |                        |                            |                            |                                 |

## Piazzamenti delle squadre

### Albo d'oro
I campionati vinti da ciascuna squadra sono elencati in ordine cronologico, dividendoli in base alla denominazione che la società utilizzava nel periodo in cui vinse il titolo.
| Squadra             | Titoli | Edizioni                                       |
| ------------------- | ------ | ---------------------------------------------- |
| Kashima Antlers     | 8      | 1996, 1998, 2000, 2001, 2007, 2008, 2009, 2016 |
| Yokohama F·Marinos  | 5      | 1995, 2003, 2004, 2019, 2022                   |
| Kawasaki Frontale   | 4      | 2017, 2018, 2020, 2021                         |
| Júbilo Iwata        | 3      | 1997, 1999, 2002                               |
| Sanfrecce Hiroshima | 3      | 2012, 2013, 2015                               |
| Gamba Osaka         | 2      | 2005, 2014                                     |
| Tokyo Verdy         | 2      | 1993, 1994                                     |
| Vissel Kōbe         | 2      | 2023, 2024                                     |
| Kashiwa Reysol      | 1      | 2011                                           |
| Nagoya Grampus      | 1      | 2010                                           |
| Urawa Reds          | 1      | 2006                                           |